# Ein rätselhafter Schimmer

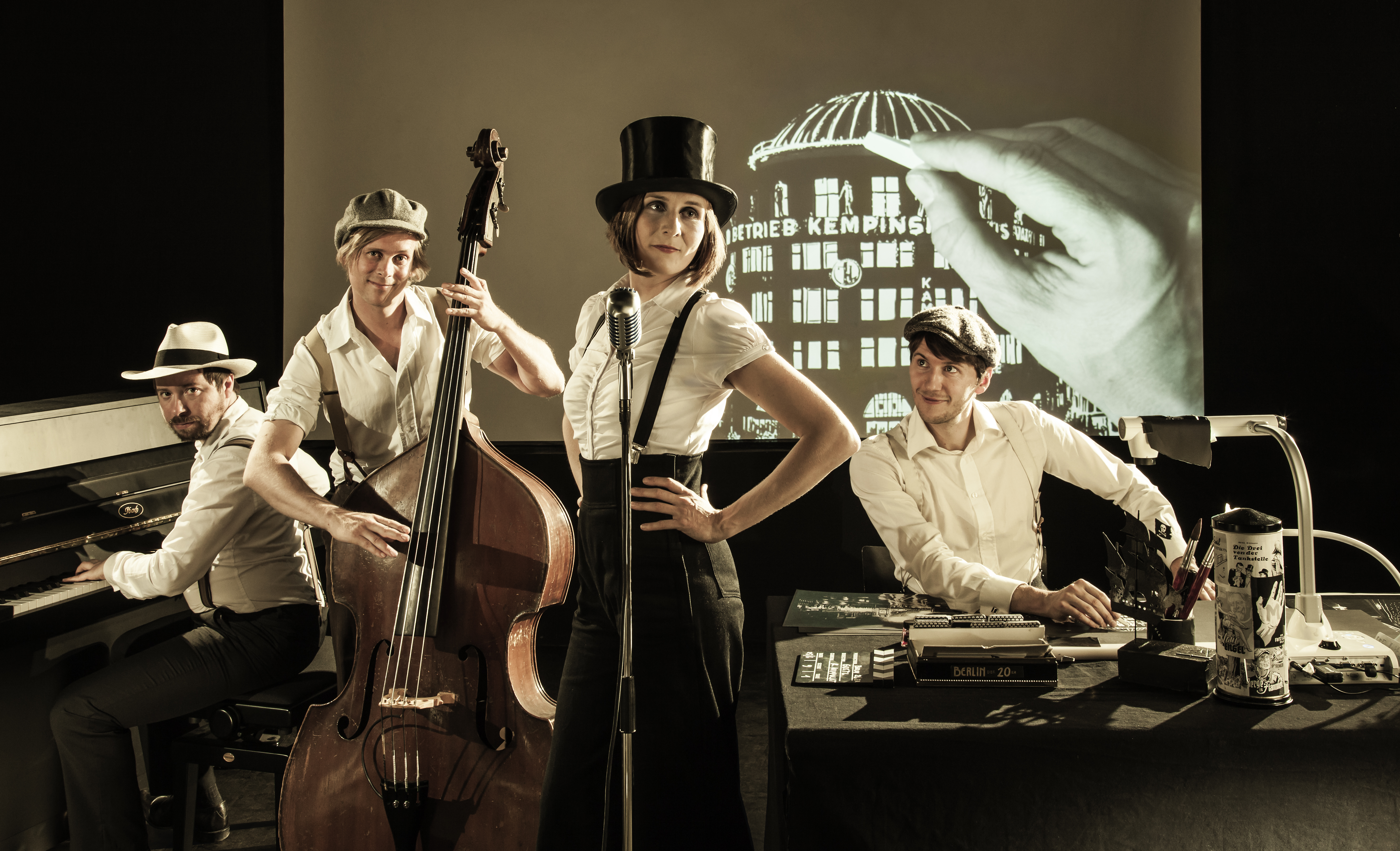
Ein rätselhafter Schimmer, Pressefoto 2015

Die Bühnenshow Ein rätselhafter Schimmer wurde von Robert Nippoldt und dem Trio Größenwahn im Jahr 2015 uraufgeführt. Die Show basiert auf Zeitgeist und Geschehen im Berlin der 1920er Jahre und verbindet visuelle Elemente mit musikalischen und schauspielerischen Darbietungen.

## Inhalt
Die analoge Multimediashow „Ein rätselhafter Schimmer“ wird dem Publikum ähnlich wie im Varieté in einzelnen Abschnitten aus dem Berlin der 1920er Jahre aus unterschiedlichen Perspektiven erzählt. Der Zeichner Robert Nippoldt führt dabei als stummer Conferencier von seinem Zeichentisch aus mit Pinsel, Schere und Tusche durch das Programm. Mit Kamera und Beamer wird der Zeichentisch live für die Zuschauer gefilmt und groß auf Leinwand übertragen. Dies geschieht in einem direkten Zusammenwirken mit dem Trio Größenwahn, bestehend aus Lotta Stein (Gesang), Christian Manchen (Klavier) und Christoph Kopp (Kontrabass). Neben typischen musikalischen Werken und Impressionen aus der Zeit, werden dabei Chansons von Marlene Dietrich, Friedrich Hollaender, der Dreigroschenoper bis hin zu den Comedian Harmonists eng mit dem visuellen Geschehen verknüpft.

## Akteure
Robert Nippoldt
Der Zeichner und Buchkünstler wurde bekannt durch seine vielfach ausgezeichnete Buchtrilogie „Gangster“, „Jazz“ und „Hollywood“ über das Amerika der 20er und 30er Jahre, sowie durch seine Zeichnungen für den New Yorker und das Magazin Time. Im Winter 2017 erschien nach fünf Jahren Arbeit Es wird Nacht im Berlin der Wilden Zwanziger (Taschen Verlag). Die Show wurde parallel zum Berlinbuch entwickelt.
Trio Größenwahn
Lotta Stein (Gesang, Klavier, Flöte), Christian Manchen (Klavier, Akkordeon, Tabla, Gesang), Christoph Kopp (Kontrabass, Snaredrum, Gesang) sowie zeitweise Philip Ritter (Klavier, Akkordeon, Gesang) sind seit Jahren erfolgreich mit verschiedensten Formationen in der Musik-Szene aktiv. Als Trio Größenwahn widmen sie sich in der Show der Musik der 20er und 30er Jahre, die teilweise in traditionell orientierten, als auch in kontemporären Interpretationen dargeboten wird. 2018 veröffentlichten sie eine eigene CD mit Liedern der Show, bestehend  aus Eigenkompositionen und Interpretationen von Chansons aus den 20ern.

## Auftrittsorte (Auswahl)
Die Show wurde bereits mehr als 60 Mal aufgeführt; zum ersten Mal am 25. Juni 2015 im Kammertheater Der Kleine Bühnenboden. Das Ensemble tritt vorwiegend im deutschsprachigen Raum auf. Unter anderem im Schloss Elmau, auf den  AIDA-Schiffen oder bei dem von Leonard Lansink initiierten Wilsberg Promi-Kellnern in Münster. Im Jahr 2018 waren sie zusammen mit Harry Wijnvoord Gast in der Adam Riese Show in Münster. Weitere Auftrittsorte sind:
- Wintergarten Berlin[15][16]
- Pantheon-Theater Bonn
- Bohème Sauvage, Berlin[17]
- Bauhaus Dessau, Kurt Weill Festival[18]
- Bohème Sauvage, Hamburg[19]
- Theater Münster, Großes Haus[20]
- Kurhaustheater Augsburg[21]
- Ursulinensäle Innsbruck[22]